# Superellipsoïde
Een superellipsoïde is een omwentelingslichaam van een superellips waarbij de wenteling gebeurt door middel van een andere superellips, in plaats van door middel van een cirkel zoals bij een klassiek omwentelingslichaam. In dat laatste geval ontstaat een superei, dat dus een speciaal geval is van de superellipsoïde.

## Vergelijkingen
De Cartesiaanse vergelijking van het oppervlak van de superellipsoïde is
{\displaystyle \left(\left|{\frac {x}{A}}\right|^{r}+\left|{\frac {y}{B}}\right|^{r}\right)^{t/r}+\left|{\frac {z}{C}}\right|^{t}=1}
waarbij de parameters {\displaystyle t} en {\displaystyle r} positieve reële getallen zijn. 
Wanneer deze vergelijking met een ongelijkgelijkheidsteken ({\displaystyle \leq }) geschreven wordt verkrijgt men het volledige lichaam begrensd door dat oppervlak.
Mogelijke parametervergelijkingen van de superellips zijn:
{\displaystyle x(u,v)=Ac\left(v,{\frac {2}{t}}\right)c\left(u,{\frac {2}{r}}\right)}
{\displaystyle y(u,v)=Bc\left(v,{\frac {2}{t}}\right)s\left(u,{\frac {2}{r}}\right)}
{\displaystyle z(u,v)=Cs\left(v,{\frac {2}{t}}\right)}
waarbij {\displaystyle -\pi <u<\pi } en {\displaystyle -\pi /2<v<\pi /2}.
en waarbij
{\displaystyle c(\omega ,m)=\operatorname {sgn}(\cos \omega )|\cos \omega |^{m}}
{\displaystyle s(\omega ,m)=\operatorname {sgn}(\sin \omega )|\sin \omega |^{m}}
Hierbij staat {\displaystyle sgn} voor de signumfunctie.

## Een superellips gewenteld langsheen een andere superellips
- De doorsnede met een horizontaal vlak {\displaystyle z\ =z_{o}} is een superellips met vergelijking

{\displaystyle \left|{\frac {x}{A}}\right|^{r}+\left|{\frac {y}{B}}\right|^{r}\ =\ \left(1-\left|{\frac {z_{o}}{C}}\right|^{t}\right)^{r/t}}
Merk opdat het rechterlid constant is zodat het 1 kan gemaakt worden door het huidige rechterlid binnen de machten in het linkerlid te brengen om te voldoen aan de vorm van de vergelijking van een algemene superellips, hier met exponent {\displaystyle r}.
- De doorsnede met een verticaal vlak dat de Z-as bevat is eveneens een superellips. Dat vlak wordt bepaald door de hoek {\displaystyle \theta } die het maakt met het XZ-vlak, zodat men kan gebruik maken van de substituties {\displaystyle x\ =\ u\cdot cos(\theta )} en {\displaystyle y\ =\ u\cdot sin(\theta )} om zich in dit vlak te begeven. Wanneer deze uitdrukkingen in de algemene Cartesiaanse vergelijking van de superellipsoïde geplaatst worden bekomt men:

{\displaystyle \left|{\frac {u}{D}}\right|^{t}+\left|{\frac {z}{C}}\right|^{t}\ =\ 1}
waarbij
{\displaystyle D\ =\ \left(\left|{\frac {cos\theta }{A}}\right|^{r}+\left|{\frac {sin\theta }{B}}\right|^{r}\right)^{-1/r}}
Deze grootheid {\displaystyle D} is constant en kan dus binnen de machten in het linkerlid gebracht worden zodat het verband tussen {\displaystyle u} en {\displaystyle z} voldoet aan de vorm van de vergelijking van een algemene superellips, hier met exponent {\displaystyle t}.

## Symmetrieën
In de algemene Cartesiaanse vergelijking komen de drie variabelen {\displaystyle x}, {\displaystyle y} en {\displaystyle z} voor binnen absolute waarden. Dit maakt dat de vergelijking niet verandert wanneer {\displaystyle x} door {\displaystyle -x}, {\displaystyle y} door {\displaystyle -y} of {\displaystyle z} door {\displaystyle -z} wordt vervangen. De figuren blijven daardoor ongewijzigd onder deze transformaties. Dit betekent dat:
- de figuur symmetrisch is tegenover elk coördinaatsvlak, het XY-vlak, het XZ-vlak en het YZ-vlak.
- de figuur symmetrisch is tegenover elke coördinaatsas, de X-as, de Y-as en de Z-as.
- de figuur symmetrisch is tegenover de oorsprong van het assenkruis.

## Mogelijke vormen

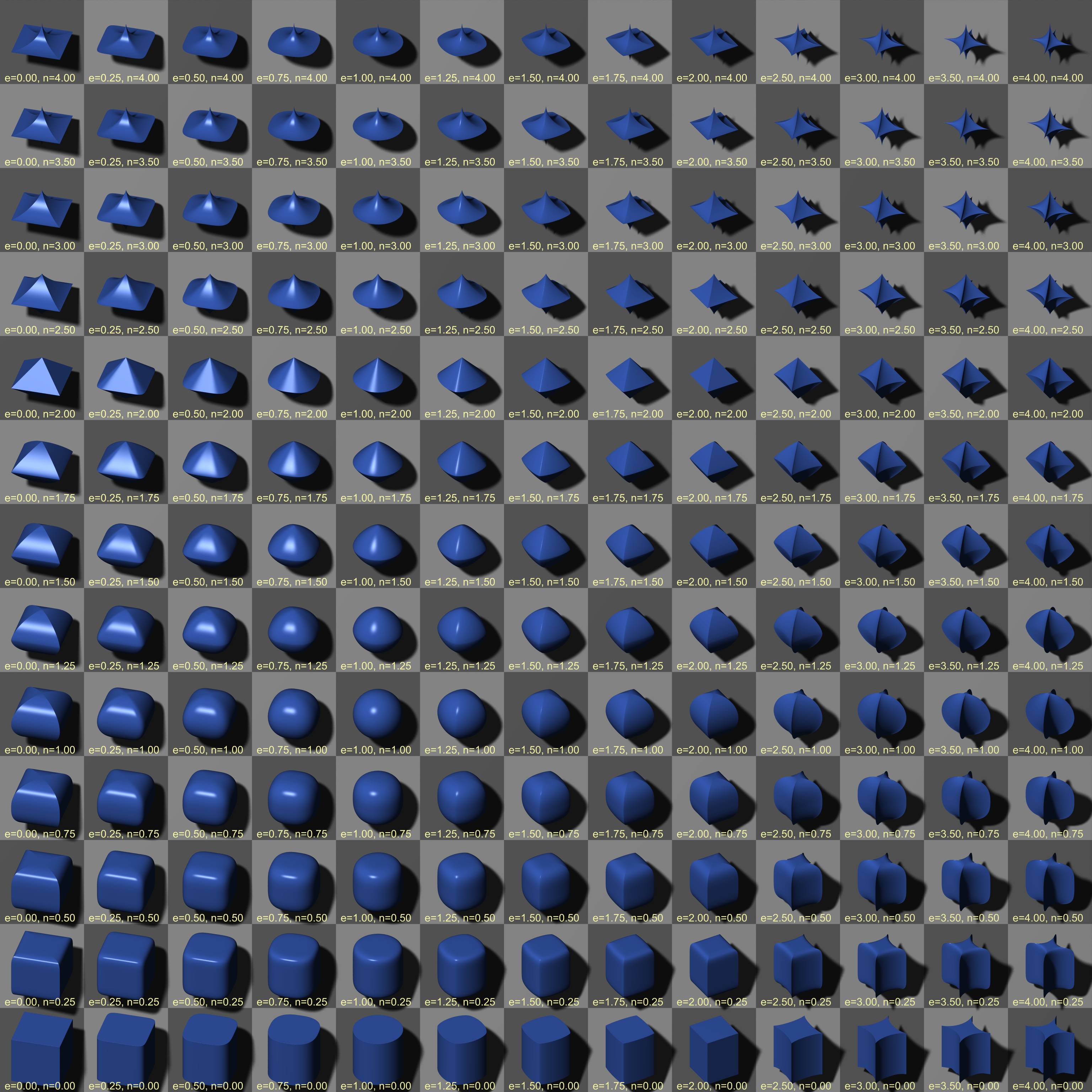
Superellipsoïden voor verschillende waarden van de parameters e=2/r en n=2/t, en met gelijke constanten A, B en C. De figuren zijn gemaakt met POV-Ray. De kubus, de cilinder, de sfeer, de dubbele kegel en de octaheder maken deel uit van de verzameling.

De superellips kan tal van vormen aannemen naargelang de gekozen parameterwaarden {\displaystyle r} en {\displaystyle t}. De constanten {\displaystyle A}, {\displaystyle B} en {\displaystyle C} hebben geen invloed op de eigenlijke vorm. Die kunnen wel gebruikt worden om de vorm samen te drukken of uit te rekken in de richting van (respectievelijk) de X-as, de Y-as of de Z-as. Hoe groter zo'n constante, hoe uitgerekter in de overeenstemmende richting X, Y of Z.
Om de vormen te catalogeren kan men de twee parameters vervangen door twee andere:
{\displaystyle e\ =\ {\frac {2}{r}}} en {\displaystyle n\ =\ {\frac {2}{t}}}
Dit maakt het mogelijk gevallen waarbij {\displaystyle r} en/of {\displaystyle t} oneindig groot worden makkelijk te beschrijven want dan worden {\displaystyle e} en/of {\displaystyle n} nul. De nevenstaande figuur, waarin de constanten {\displaystyle A}, {\displaystyle B} en {\displaystyle C} gelijk werden gekozen, maakt gebruik van deze alternatieve parameters.
De parameterwaarden voor enkele speciale gevallen zijn:
- Kubus: {\displaystyle e=0\ ;\ n=0}
- Cilinder: {\displaystyle e=1\ ;\ n=0}
- Sfeer  {\displaystyle e=1\ ;\ n=1}
- Dubbele kegel: {\displaystyle e=1\ ;\ n=2}
- Octaëder: {\displaystyle e=2\ ;\ n=2} of {\displaystyle e=0\ ;\ n=2}
- Bicilinder: {\displaystyle e=0\ ;\ n=1} (doorsnede van twee gelijke cilinders met assen die elkaar loodrecht snijden.)

## Referentie
1. ↑  http://www.povray.org/documentation/view/3.6.1/285/